# Verreries de Fourmies
Les Verreries de Fourmies sont la Verrerie du Houy fondée en 1599 et la Verrerie de Montplaisir (ou Monplaisir) en 1620. Elles sont les premières verreries installées dans le département du Nord à Fourmies,.

## Historique

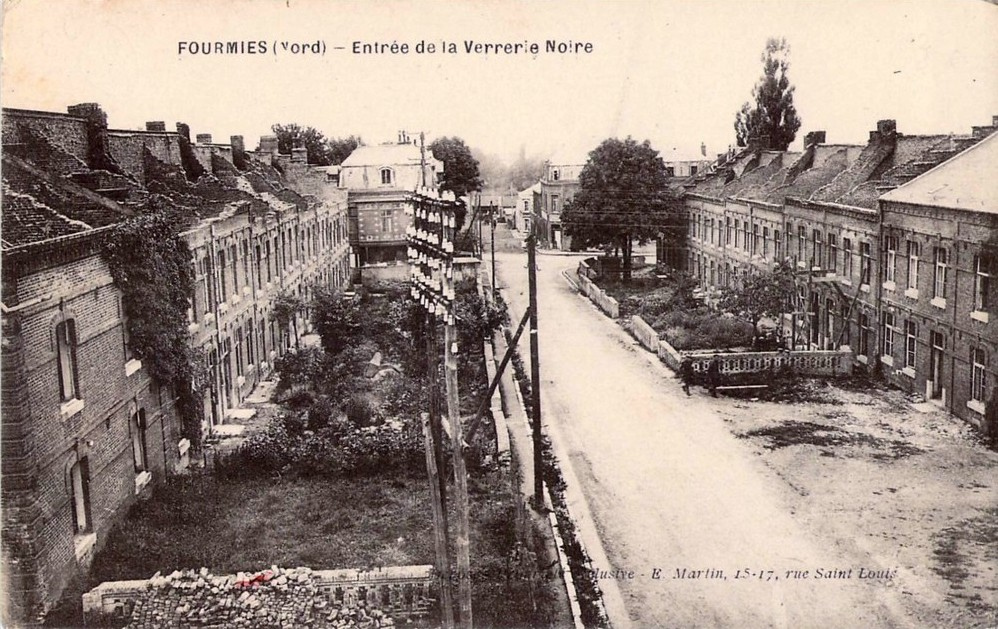
Fourmies - Entrée de la verrerie noire.

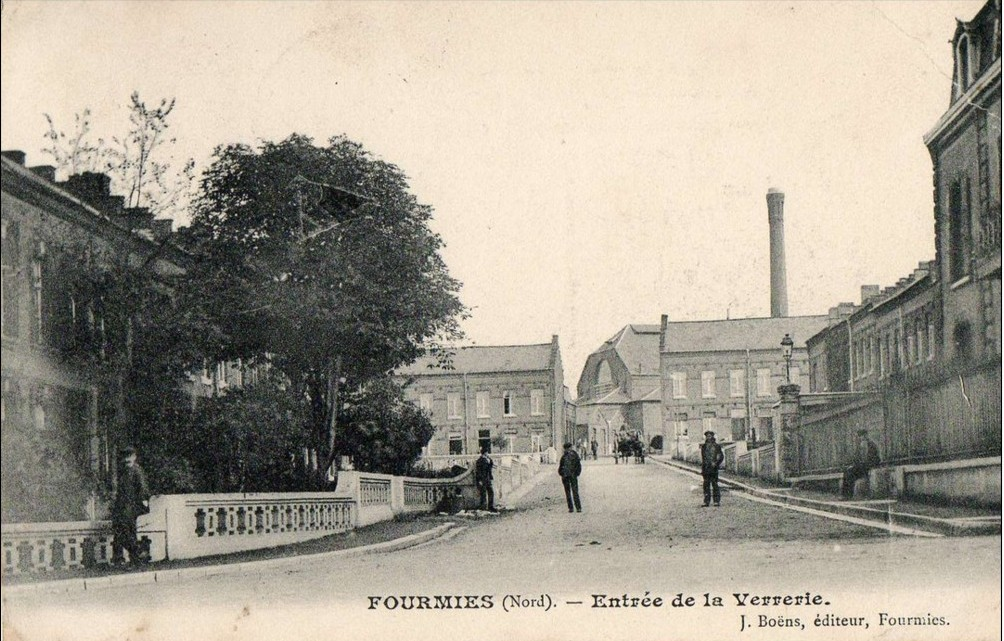
Fourmies - Entrée de la verrerie.

Fonder une verrerie était un privilège donné à une noblesse par décision royale. Le seigneur de Fourmies Colnet de Montplaisir fondera ainsi deux verreries sur ses terres afin de rentabiliser ses immenses propriétés foncières forestières.
Cette famille de Colnet, originaire d'Italie, fonde sur le territoire de Fourmies la verrerie Du Houy puis un peu plus tard celle du Monplaisir.
La verrerie de Montplaisir est spécialisée dans la fabrication de cristaux et de Globeterie.
La famille de Colnet est toujours propriétaire de la verrerie en 1841 avec Auguste de Colnet.

## Verrerie Legrand, Lenain, Macaigne et d'Hinzelin
Cette verrerie est fondée en 1868. Le premier gérant est Alcide Lenain, cousin et associé, fils d’un greffier de justice de paix, ancien élève au Lycée impérial de Douai, sorti de l'École centrale Paris, promotion 1864, spécialité mécanicien. L'affaire débute. Alcide décède Lenain en 1878.

## Les Verreries Mulat, Legrand et Cie

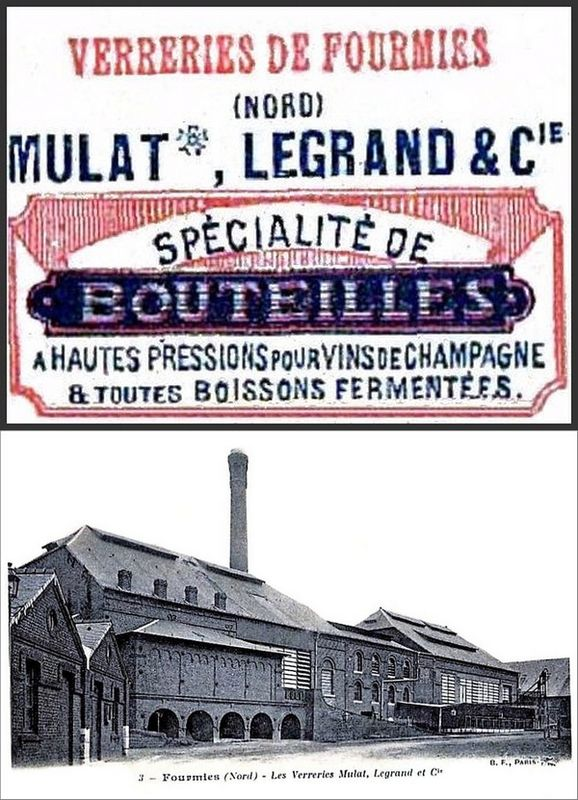
Fourmies, verrerie Mulat, Legrand et Cie

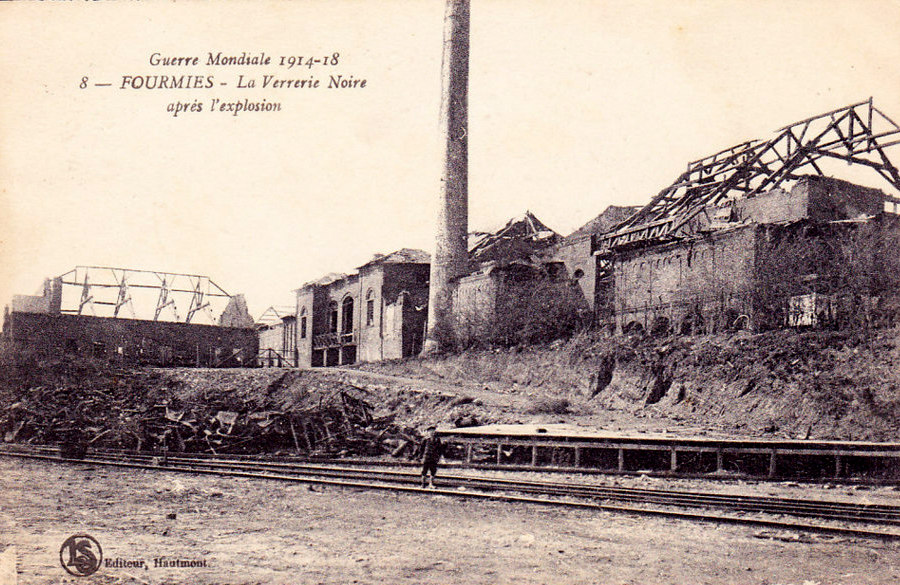
Fourmies - verrerie noire après l'explosion de 1918

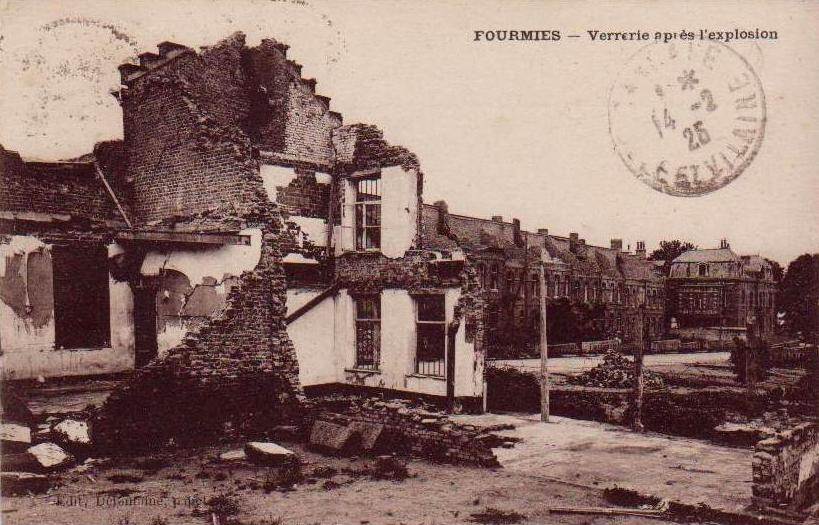
Fourmies - verrerie après l'explosion

Pierre Alexandre Mulat, né le 27 mars 1840 à Doingt-Flamicourt, décédé le 7 décembre 1920 à Paris, ingénieur de l'École centrale Paris, conseiller général du Canton de Trélon (1892-1904) qui exploitera la verrerie à partir de 1874, après avoir racheté les parts d'Alcide Lenain et acquis en 1884 un brevet d'un moule pour bouteilles champenoises. En 1911, la verrerie de Montplaisir est toujours en activité avec des conditions de travail très pénibles. Les enfants sont aux fours.
Lors de sa retraite en 1918, l'armée allemande rassemble des wagons de munitions en gare de Fourmies et n'hésite pas à les faire sauter du 8 au 9 novembre 1918. Une terrible déflagration ravagea la gare et ses abords immédiats dont la verrerie.
Après la première guerre, et à la suite des dégâts dus à l'explosion, la verrerie fut transformée et modernisée. Elle fabriquera désormais des bouteilles par un procédé entièrement automatique. Elle fermera en 1958.

## Matières premières
La carrière de Trélon à proximité de Fourmies fournit du grès et du sable qui sera transformé en verre à Fourmies.